# Меган Ліві

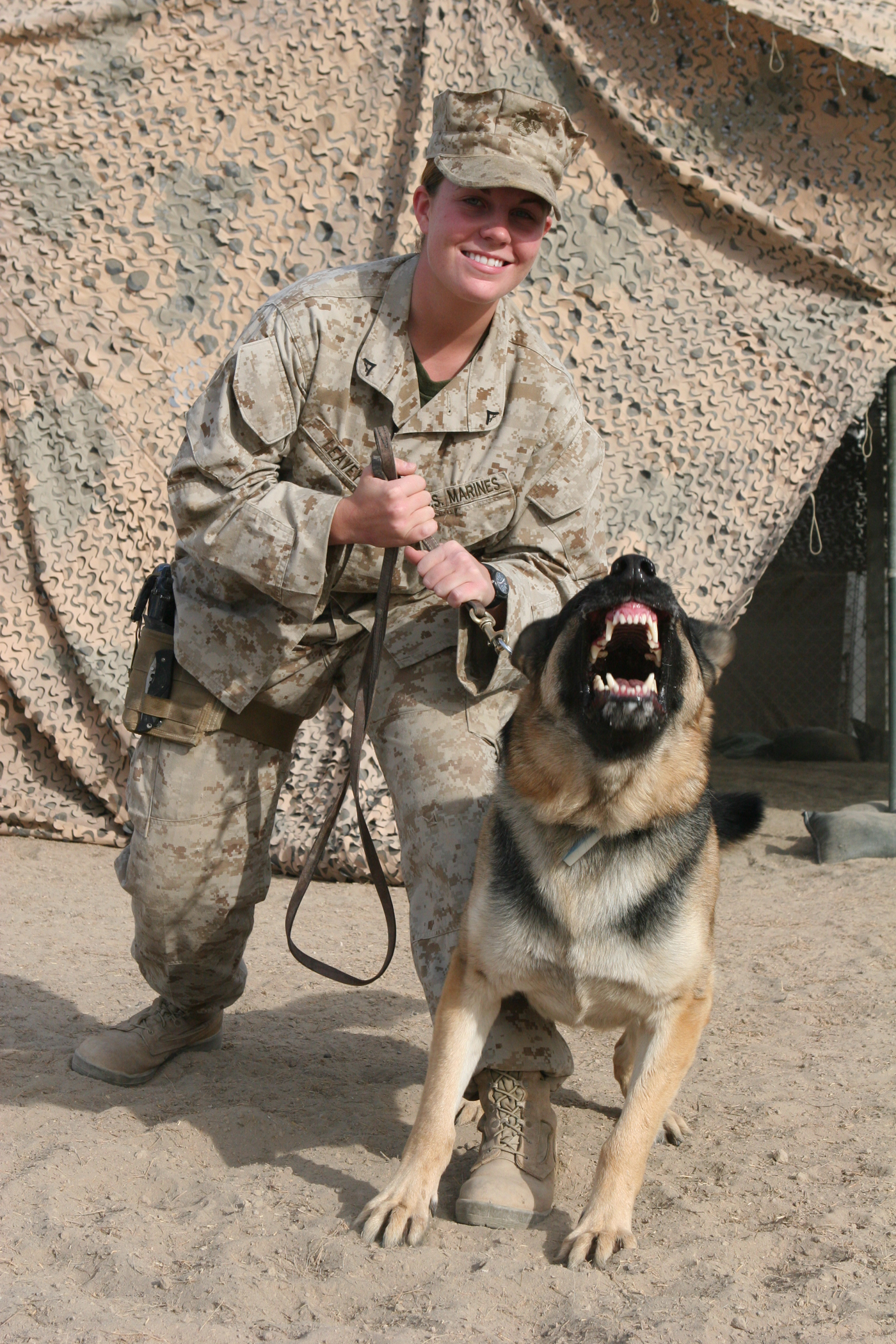
Капрал Ліві з Рексом в Іраку, листопад 2005 року

Меган Ліві (англ. Megan Leavey)(28 жовтня 1983 , Веллі-Коттедж, Нью-Йорк ) — колишня капрал морської піхоти Сполучених Штатів, яка служила у розшуковій службі K9 військової поліції.
Ліві вступила на службу до Корпусу морської піхоти в серпні 2003 року і завершила підготовку новобранців на рекрутському депо морської піхоти Перріс-Айленд у Південній Кароліні. Після цього вона закінчила школу військової поліції в Сан-Антоніо, штат Техас, де приєдналася до програми K-9 у жовтні 2004 року і була в парі з військовим робочим псом на ім'я Рекс (E168). Далі її перевели на базу Кемп-Пендлтон, Каліфорнія, як кінолога військової поліції 2-го батальйону військової поліції II експедиційного корпусу морської піхоти (FWD).
Ліві та німецька вівчарка разом двічі служили в Іраку, спочатку у Фаллуджі в травні 2005 року, а потім у Рамаді в травні 2006 року, де обоє були поранені вибухом саморобного вибухового пристрою (СВП), коли вели патруль армії США по вулиці. Ліві була нагороджена Пурпуровим серцем.
Ліві вперше намагалася взяти Рекса додому ще до звільнення з пошаною у грудні 2007 року у званні капрала. Чотири роки по тому, коли у Рекса розвинувся параліч обличчя, що поклало край його обов'язкам з розшуку бомб, Ліві знову звернулася до морської піхоти з проханням забрати пса. У квітні 2012 року «Сержант Рекс» був звільнений, і Ліві та собака були возз'єднані завдяки втручанню та підтримці сенатора Чака Шумера, президента бейсбольного клубу «Нью-Йорк Янкіз» Ренді Левіна (і його дружини Мінді) та інших. Живучи з Ліві, Рекс помер від старості в грудні 2012 року.
Ліві та Рекс стали темою біографічного фільму 2017 року «Меган Ліві». Ролі Ліві зіграла Кейт Мара, а сама Меган виконала епізодичну роль у фільмі як «інструкторка № 3». У 2019 році вона була однією з двох лауреатів медалі Genesis Legacy Medal, яку їй вручила Національна місія пошани Пурпурового серця.

## Військові нагороди
Ліві отримала такі відзнаки та нагороди:
| V · Gold star |  |             |  |  |  |
|               |  |             |  |  |  |
| Bronze star   |  | Bronze star |  |  |  |
|               |  |             |  |  |  |

| 1-й ряд | Пурпурове серце                                                            | Пурпурове серце                                                            | Пурпурове серце                                                            | Пурпурове серце                                                            | Пурпурове серце                              | Пурпурове серце                              | Медаль за досягнення ВМС і Корпусу морської піхоти з пристроєм «V» і однією Золотою зіркою 5/16" | Медаль за досягнення ВМС і Корпусу морської піхоти з пристроєм «V» і однією Золотою зіркою 5/16" | Медаль за досягнення ВМС і Корпусу морської піхоти з пристроєм «V» і однією Золотою зіркою 5/16" | Медаль за досягнення ВМС і Корпусу морської піхоти з пристроєм «V» і однією Золотою зіркою 5/16" | Медаль за досягнення ВМС і Корпусу морської піхоти з пристроєм «V» і однією Золотою зіркою 5/16" | Медаль за досягнення ВМС і Корпусу морської піхоти з пристроєм «V» і однією Золотою зіркою 5/16" |
| 2-й ряд | Стрічка за участь у бойових діях                                           | Стрічка за участь у бойових діях                                           | Стрічка за участь у бойових діях                                           | Стрічка за участь у бойових діях                                           | Медаль морської піхоти за відмінну поведінку | Медаль морської піхоти за відмінну поведінку | Медаль морської піхоти за відмінну поведінку                                                     | Медаль морської піхоти за відмінну поведінку                                                     | Медаль за службу національній обороні                                                            | Медаль за службу національній обороні                                                            | Медаль за службу національній обороні                                                            | Медаль за службу національній обороні                                                            |
| 3-й ряд | Медаль за Іракську кампанію з однією бронзовою зіркою розміром 3/16 дюймів | Медаль за Іракську кампанію з однією бронзовою зіркою розміром 3/16 дюймів | Медаль за Іракську кампанію з однією бронзовою зіркою розміром 3/16 дюймів | Медаль за Іракську кампанію з однією бронзовою зіркою розміром 3/16 дюймів | Медаль «Глобальна війна з тероризмом».       | Медаль «Глобальна війна з тероризмом».       | Медаль «Глобальна війна з тероризмом».                                                           | Медаль «Глобальна війна з тероризмом».                                                           | Відзнака за служби військово-морського флоту з однією бронзовою зіркою розміром 3/16 дюйма       | Відзнака за служби військово-морського флоту з однією бронзовою зіркою розміром 3/16 дюйма       | Відзнака за служби військово-морського флоту з однією бронзовою зіркою розміром 3/16 дюйма       | Відзнака за служби військово-морського флоту з однією бронзовою зіркою розміром 3/16 дюйма       |
| Значки  | Знак стрільця морської піхоти                                              | Знак стрільця морської піхоти                                              | Знак стрільця морської піхоти                                              | Знак стрільця морської піхоти                                              | Знак стрільця морської піхоти                | Знак стрільця морської піхоти                | Знак стрільця з пістолета морської піхоти                                                        | Знак стрільця з пістолета морської піхоти                                                        | Знак стрільця з пістолета морської піхоти                                                        | Знак стрільця з пістолета морської піхоти                                                        | Знак стрільця з пістолета морської піхоти                                                        | Знак стрільця з пістолета морської піхоти                                                        |

## Інші відзнаки
- Ліві та Рекса вшанували під час церемонії перед грою на стадіоні Yankee Stadium 13 травня 2012 року.[11]
- 19 березня 2013 року Ліві отримала першу щорічну премію Свободи округу Рокленд.[12]
- Новий парк для собак «Clarkstown K-9 Corrals» був присвячений Ліві та Рексу (і поліцейським К-9 Кларкстауна) у Меморіальному парку Конгерс-Лейк у Конгерсі, штат Нью-Йорк, 21 вересня 2018 року.[13][14][15]